# Décès en 857
Décès
- 853
- 854
- 855
- 856
- 857
- 858
- 859
- 860
- 861

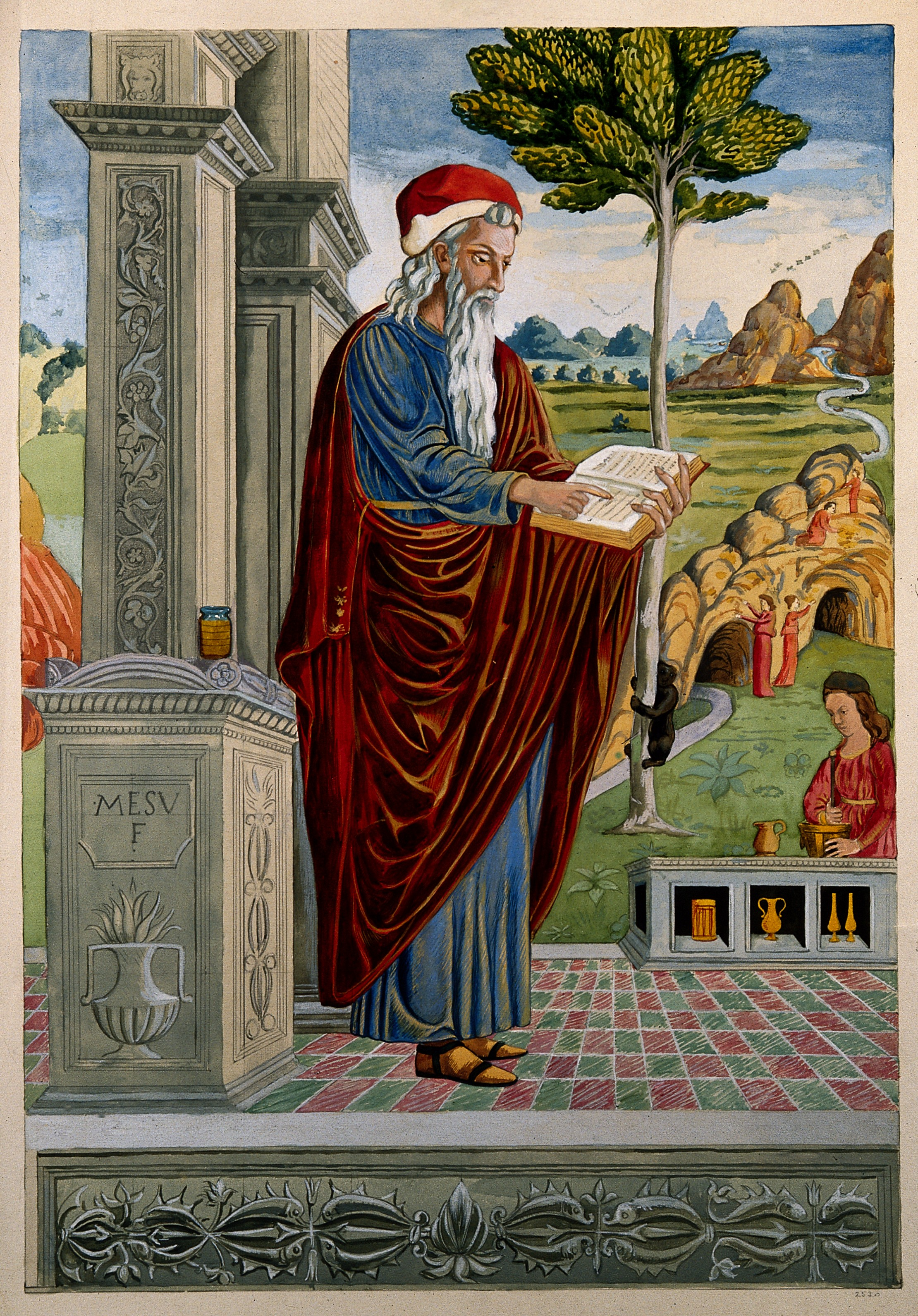
Yuhanna ibn Masawaih mort en 857.

Cette page dresse une liste de personnalités mortes au cours de l'année 857 :
- 25 avril : Héribald, 34e évêque d'Auxerre.
- 02-12 novembre : Erispoë, roi de Bretagne, assassiné par les Bretons Salomon (son cousin) et Almar.

- Dae Ijin, onzième roi du royaume de Balhae en Corée.
- Hildegarde, fille de Louis le Pieux et de Ermengarde de Hesbaye, abbesse de l'abbaye Saint-Jean de Laon.
- Yahya ibn Masuyah, directeur de la Maison de la sagesse à Bagdad (832). Son élève, le traducteur Hunayn ibn Ishâk (809-873), lui succède.
- Ziriab, poète et musicien d'origine kurde, à Cordoue.

## Crédit d'auteurs
- Cet article est partiellement ou en totalité issu de l'article intitulé « 857 » (voir la liste des auteurs).